# Bầu chọn chủ nhà Cúp bóng đá châu Á 2027
Bầu chọn chủ nhà Cúp bóng đá châu Á 2027 là một quá trình đấu thầu nhằm chọn ra nước chủ nhà cho Cúp bóng đá châu Á 2027.

## Chạy đua giành quyền đăng cai
Vào ngày 3 tháng 12 năm 2019, Liên đoàn bóng đá châu Á (AFC) đã bắt đầu việc trao quyền đăng cai tổ chức cho Asian Cup 2027, mở ra quá trình đấu thầu cho giải đấu hàng đầu của liên đoàn bắt đầu vào đầu năm 2020 với nước chủ nhà dự kiến sẽ được công bố vào năm 2022.
Theo chu trình ban đầu, quốc gia Đông Á Trung Quốc sẽ đăng cai Asian Cup 2023, sau đó sẽ quay trở lại Tây Á vào năm 2027. Các quốc gia như Ả Rập Xê Út, Iran và Ấn Độ đều được coi là những nhà thầu tiềm năng, và đặc biệt là Qatar khi giải đấu này sẽ diễn ra 5 năm sau khi họ đăng cai World Cup. Chủ tịch AFC Shaikh Salman bin Ebrahim Al Khalifa nhấn mạnh rằng các kỳ Asian Cup trong tương lai cần có thêm thời gian chuẩn bị, với việc chỉ định nước chủ nhà của năm 2027 càng sớm càng tốt.
Vào ngày 2 tháng 4 năm 2020, liên đoàn đã quyết định gia hạn thời hạn để các liên đoàn thành viên gửi "Tuyên bố quan tâm" (EOI) về việc đăng cai tổ chức Cúp bóng đá châu Á 2027 từ ngày 31 tháng 3 sang ngày 30 tháng 6. Quyết định được đưa ra trong bối cảnh đại dịch COVID-19 cho phép các hiệp hội thành viên, nhất là ở những quốc gia bị ảnh hưởng bởi sự bùng phát toàn cầu, có thêm thời gian để đáp ứng các quy trình và tiến trình nội bộ của họ.
Tại cuộc họp ở Hồng Kông vào tháng 12 năm 2019, Ủy ban điều hành AFC đã đồng ý cung cấp cho các đội chủ nhà tương lai cho Asian Cup (bắt đầu từ giải năm 2027) nhiều thời gian chuẩn bị hơn như một phần trong cam kết liên tục của AFC hướng tới việc nâng cấp các giải đấu và nâng cao vị thế của giải đấu bóng đá hàng đầu châu Á.
Vào ngày 1 tháng 7 năm 2020, AFC xác nhận đã có 5 hiệp hội thành viên bày tỏ mong muốn đăng cai Asian Cup 2027, sau đó giảm xuống còn 4 vào ngày 16 tháng 12 sau khi Uzbekistan rút lui.
Vào tháng 7 năm 2021, Ủy ban điều hành AFC thông báo rằng chủ nhà của Asian Cup 2027 sẽ được chọn vào năm 2022 thay vì tại Đại hội AFC lần thứ 31 sắp diễn ra vào ngày 27 tháng 11. Các lý do được viện dẫn cho việc trì hoãn là "những thách thức đang tồn tại" do đại dịch COVID-19 gây ra.
Ngày 17 tháng 10 năm 2022, Ủy ban điều hành AFC thông báo nước chủ nhà của AFC Asian Cup 2027 sẽ được công bố tại Đại hội AFC lần thứ 33 diễn ra vào ngày 1 tháng 2 năm 2023. Tại Đại hội, Ả Rập Xê Út đã chính thức được xác nhận là nước chủ nhà.

## Gói thầu đã xác nhận

### Ả Rập Xê Út
Vào ngày 6 tháng 2 năm 2020, Ả Rập Xê Út tuyên bố đệ đơn ứng cử làm chủ nhà của giải đấu. Ả Rập Xê Út chưa từng tổ chức giải đấu này trong lịch sử.
Sau đây là các thành phố và địa điểm đăng cai được chọn cho gói thầu của Ả Rập Xê Út:
- Dammam – Sân vận động Dammam, sức chứa 40,000 (mới)
- Jeddah – Sân vận động Thành phố Thể thao Nhà vua  Abdullah, sức chứa 65,000
- Jeddah – Sân vận động Hoàng tử Abdullah Al Faisal, sức chứa 27,000 (sau mở rộng)
- Riyadh – Sân vận động Quốc tế Nhà vua Fahd, sức chứa 80,000 (sau mở rộng)
- Riyadh – Sân vận động Đại học Nhà vua Saud, sức chứa 25,000
- Riyadh – Sân vận động Hoàng tử Faisal bin Fahd, sức chứa 44,500 (sau mở rộng)
- Riyadh – Sân vận động Riyadh mới, sức chứa 40,000 (mới)
- Riyadh – Sân vận động Qiddiya, sức chứa 40,000 (mới)

## Gói thầu bị hủy

### Uzbekistan
Vào ngày 16 tháng 9 năm 2019, Tổng thống Uzbekistan Shavkat Mirziyoyev đã bày tỏ mong muốn được tổ chức Asian Cup 2027 trên sân nhà trong cuộc gặp với chủ tịch AFC Salman bin Ibrahim al Khalifa, và giới truyền thông Uzbekistan cũng khá quan tâm tới vấn đề này. Vào ngày 16 tháng 12 năm 2020, Hiệp hội bóng đá Uzbekistan đã thông báo cho AFC về việc từ bỏ kế hoạch đăng cai Asian Cup. Đây đã có thể là lần đầu tiên giải đấu được tổ chức ở Uzbekistan.

### Ấn Độ
Vào ngày 5 tháng 6 năm 2019, Tổng thư ký Liên đoàn bóng đá Ấn Độ Praful Patel đã thể hiện nguyện vọng muốn Ấn Độ tổ chức giải đấu này. Ấn Độ sau đó xác nhận đã đệ đơn ứng cử vào ngày 5 tháng 4 năm 2020. Nếu được chọn, đây sẽ là lần đầu tiên quốc gia này tổ chức một kỳ Cúp bóng đá châu Á. Tuy nhiên, với lệnh cấm từ FIFA vào ngày 16 tháng 8 năm 2022 do sự can thiệp chính trị, gói thầu cho năm 2027 của nước này đã bị bỏ ngỏ, và sau đó trở lại vào ngày 26 tháng 8 khi lệnh cấm của FIFA được gỡ bỏ. Vào ngày 5 tháng 12 năm 2022, Ủy ban điều hành AIFF đã quyết định rút gói thầu của mình.
Sau đây là các thành phố và địa điểm đăng cai được chọn cho gói thầu của Ấn Độ:
- Ahmedabad – EKA Arena, sức chứa 20.000
- Bhubaneswar – Sân vận động Kalinga, sức chứa 20.000
- Guwahati – Sân vận động Thể thao Indira Gandhi, sức chứa 25.000
- Goa – Sân vận động Fatorda, sức chứa 20.000
- Hyderabad – G.M.C. Balayogi Athletic Stadium, sức chứa 30.000
- Kolkata – Vivekananda Yuba Bharati Krirangan, sức chứa 85.000
- Kochi – Sân vận động Jawaharlal Nehru, sức chứa 70.500
- Navi Mumbai – Sân vận động DY Patil, sức chứa 55.000
- Panvel – Sân vận động Kharghar, sức chứa 40.000 (mới)
- New Delhi – Sân vận động Jawaharlal Nehru, sức chứa 60.254
- Thiruvananthapuram – Sân vận động Quốc tế Greenfield, sức chứa 55.000
- Pune – Khu liên hợp thể thao Shree Shiv Chhatrapati, sức chứa 11.900

### Qatar
Qatar bày tỏ ý định tổ chức giải đấu vào ngày 28 tháng 4 năm 2020. Lần gần nhất nước này là chủ nhà của một kỳ Cúp bóng đá châu Á thuộc về giải đấu năm 2011. Tuy nhiên, do Qatar có mặt trong cuộc đua giành quyền đăng cai giải đấu năm 2023 sau sự rút lui của Trung Quốc, nên nếu Qatar được chọn làm chủ nhà thay thế của năm 2023, họ sẽ buộc phải hủy kế hoạch chạy đua đăng cai giải đấu lần này (quy định của AFC ghi rằng một quốc gia không được đăng cai hai kỳ Asian Cup liên tiếp). Ngày 17 tháng 10 năm 2022, Qatar chính thức được lựa chọn làm nước chủ nhà của Cúp bóng đá châu Á 2023, điều đó đồng nghĩa với việc họ đã rút lui khỏi việc đăng cai giải đấu này vào năm 2027.
Sau đây là các thành phố và địa điểm đăng cai được chọn cho gói thầu của Qatar:
- Al Khor – Sân vận động Al Bayt, sức chứa 66.036
- Al Rayyan - Sân vận động Ahmed bin Ali, sức chứa 41.143
- Al Rayyan –  Sân vận động Thành phố Giáo dục, sức chứa 41.455
- Al Wakrah – Sân vận động Al Janoub, capacity 40.336
- Doha – Sân vận động Quốc tế Khalifa, sức chứa 40.696
- Doha – Sân vận động Al Thumama, sức chứa 40.125
- Doha – Sân vận động 974, sức chứa 41.860
- Doha – Sân vận động Thani bin Jassim, sức chứa 21.175
- Doha – Sân vận động Đại học Qatar, sức chứa 20.600
- Lusail – Sân vận động Lusail Iconic, sức chứa 86.239

### Iran
Vào ngày 29 tháng 4 năm 2020, Iran tuyên bố muốn đăng cai giải đấu. Iran đã từng làm chủ nhà của giải đấu vào các năm 1968 và 1976, và đây sẽ là lần đăng cai thứ ba của quốc gia này nếu được chọn. Iran đã chính thức rút lui khỏi cuộc đua giành quyền đăng cai vào ngày 13 tháng 10 năm 2022.

## Các quốc gia có nguyện vọng
- Iraq và  Jordan: hai quốc gia này chưa từng tổ chức một giải bóng đá nam cấp châu lục nào. Vào cuối tháng 12 năm 2019, cả hai nước tuyên bố đã lên kế hoạch chi tiết để đệ đơn xin đăng cai giải đấu.[22] Tuy vậy, các liên đoàn thành viên từ hai quốc gia này lại không nằm trong số những quốc gia bày tỏ sự quan tâm đến việc đăng cai ở thời điểm cuối cùng vào ngày 30 tháng 6 năm 2020.[23]